# Lincoln (Illinois)
Lincoln é uma cidade localizada no estado americano de Illinois, no Condado de Logan.

## Demografia
Segundo o censo americano de 2000, a sua população era de 15.369 habitantes.
Em 2006, foi estimada uma população de 14.822, um decréscimo de 547 (-3.6%).

## Geografia
De acordo com o United States Census Bureau tem uma área de
15,3 km², dos quais 15,3 km² cobertos por terra e 0,0 km² cobertos por água.

## Localidades na vizinhança
O diagrama seguinte representa as localidades num raio de 20 km ao redor de Lincoln.